# Dusznik australijski
Dusznik australijski (Macroderma gigas) – gatunek ssaka z podrodziny lironosowatych(Megadermatidae).

## Systematyka
Takson po raz pierwszy zgodnie z zasadami nazewnictwa binominalnego opisał w 1880 roku irlandzki zoolog George Edward Dobson nadając mu nazwę nazwą Megaderma gigas. Holotyp pochodził z góry Margaret, nad rzeką Wilson River w stanie Queensland w Australii. Jedyny żyjący przedstawiciel rodzaju dusznik (Macroderma).
Autorzy Illustrated Checklist of the Mammals of the World uznają ten gatunek za monotypowy. 

### Etymologia
- Macroderma: gr. μεγας megas, μεγαλη megalē „wielki”[9]; δερμα derma, δερματος dermatos „skóra”[10].
- gigas: łac. gigas, gigantis „ogromny”, od gr. γιγας gigas, γιγαντος gigantos „ogromny”[11].

## Zasięg występowania
Dusznik australijski występuje w oddzielonych od siebie obszarach w północnej Australii Zachodniej, północnym Terytorium Północnym, północno-wschodniego Queenslandzie i wysp przybrzeżnych, w tym Koolan, Milingimbi, Elcho, Groote Eylandt i Pellew.

## Morfologia
Długość ciała 100–130 mm, ogona brak, długość ucha 44–56 mm, długość tylnej stopy 20–27 mm, długość przedramienia 96–113 mm; masa ciała 130–170 g. Wzór zębowy: I {\displaystyle {\tfrac {0}{2}}} C {\displaystyle {\tfrac {1}{1}}} P {\displaystyle {\tfrac {1}{2}}} M {\displaystyle {\tfrac {3}{3}}} = 26.

## Ekologia

### Tryb życia
Występuje w lasach ze skalnymi jaskini. Dusznik australijski jest jednym z najbardziej drapieżnych gatunków nietoperzy. Żywi się przede wszystkim większymi zwierzętami, jak na jego rodzinę, takimi jak myszy, ptaki, gekony, a także inne nietoperze. Rzuca się na niczego nie spodziewającą się ofiarę i zadaje jej śmiertelny cios przez ukąszenie w kark. Obejmuje ją w międzyczasie mocno skrzydłami, aby mu jego zdobycz nie uciekła. Potrafi oderwać się od ziemi nawet wtedy, gdy w łapach trzyma gryzonia i dolecieć ze zdobyczą do miejsca położonego wysoko w jaskini lub dziupli, aby tam zjeść w spokoju. Ten gatunek nietoperza ma, podobnie jak jego cała rodzina, długie uszy, połączone do połowy ich długości płatami skóry. Jest również jednym z najładniejszych nietoperzy, który jest już w obecnych czasach coraz rzadszy.

### Rozmnażanie
We wrześniu lub w październiku tuż przed urodzeniem młodych, samce opuszczają wspólne legowisko. Zazwyczaj już w styczniu młode dusznika australijskiego są już tak duże jak ich matki i towarzyszą im wspólnie w polowaniach. Samce powracają w stare miejsce przeważnie w kwietniu.